# Syngenta
Die Syngenta Group Co., Ltd.  mit Sitz in Shanghai, China ist ein Chemiekonzern. Der Verwaltungssitz und die Zentrale befinden sich im Schweizer Basel, weitere Standorte sind Chicago und Tel Aviv. Die Gruppe hat sich auf Agrartechnologie spezialisiert, insbesondere auf Saatgut und Pflanzenschutzmittel sowie digitale Dienste. Das Unternehmen geht auf die im Jahr 2000 gegründete Syngenta AG zurück, die 2017 von ChemChina übernommen und 2022 in Sinochem eingegliedert wurde.

## Geschichte

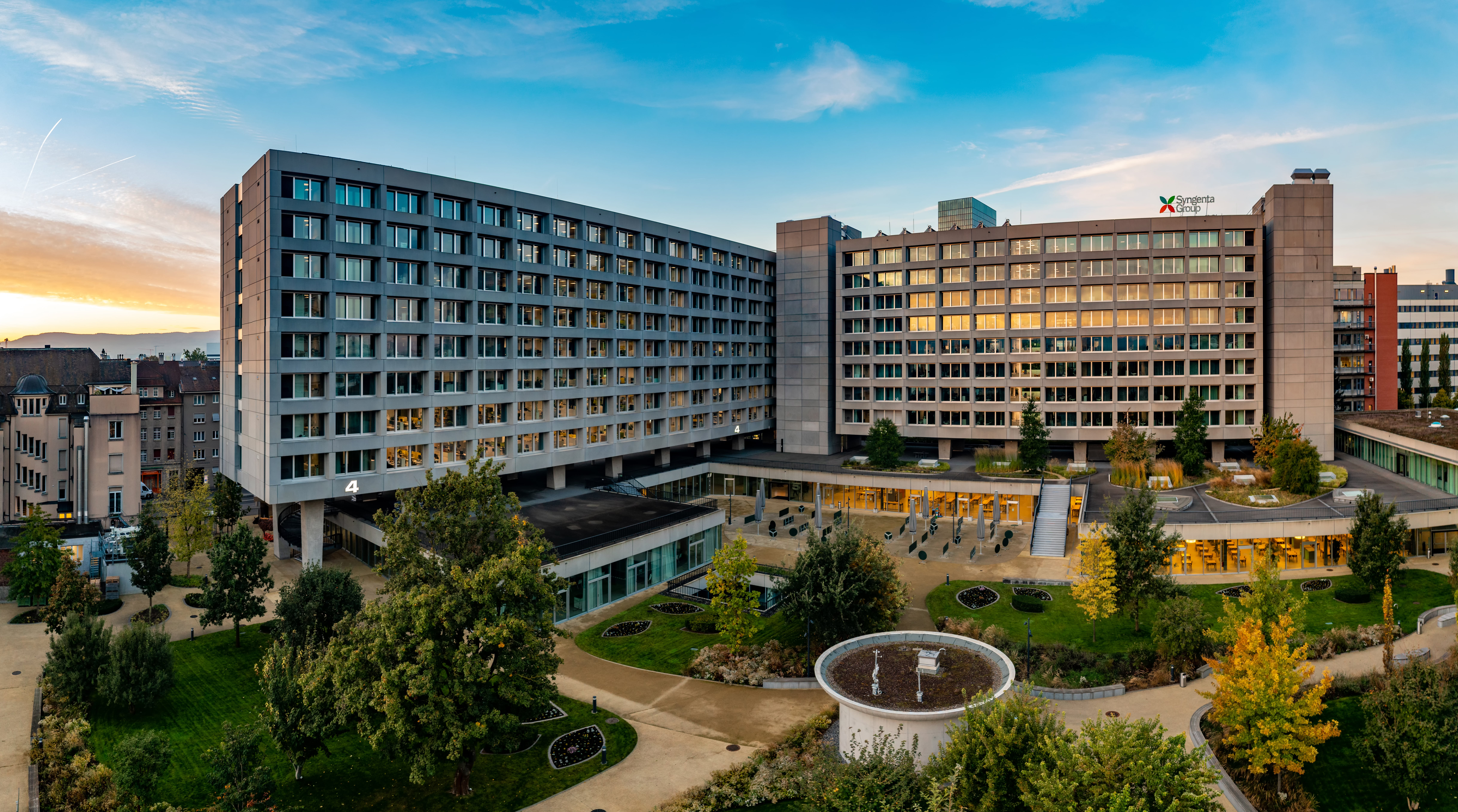
Hauptverwaltung der Syngenta Group in Basel (2021)

### Entstehung von Syngenta

Logo der Syngenta AG

In den späten 1990er-Jahren entstanden durch die Fusion von Sandoz und Ciba sowie Astra und Zeneca zwei der weltweit führenden Chemie- und Pharmahersteller. Im Jahr 2000 entschieden sich die kombinierten Unternehmen Novartis und AstraZeneca, ihr Geschäft mit Saatgut und Pflanzenschutzmitteln auszugliedern und zusammenzulegen. Hieraus entstand das Gemeinschaftsunternehmen Syngenta. Es hatte seinen Hauptsitz in Basel und wurde an den Börsen in London, New York, Stockholm und Zürich in den Handel eingeführt.
Die Gründung von Syngenta wurde als Beleg für die zunehmende Spezialisierung in der europäischen Chemie- und Pharmaindustrie gewertet. Syngenta behauptete sich im Marktumfeld der 2000er-Jahre, das vom Rückgang der Nachfrage im Agrarsektor geprägt war. Das Wachstum war vor allem von Investitionen im Bereich der Gentechnik und der Biokraftstoffe getrieben. Dazu kamen Akquisitionen, beispielsweise von Sanbei Seed aus China oder Zeraim Gedera aus Israel.
2001 sequenzierte Syngenta vollständig das Reis-Genom. Das Unternehmen gehörte auch dem Forschungskonsortium „Goldener Reis“ an und erwarb Rechte an der Patentierung und Vermarktung, verzichtete aber in einigen Märkten auf Lizenzgebühren. Im Jahr 2004 erhielt eine genveränderte Süssmaissorte von Syngenta eine Importgenehmigung der Europäischen Union. Es handelte sich um das erste genveränderte Getreide, das für den menschlichen Verzehr bestimmt war.

### Konsolidierung der Branche
Im Laufe der Jahre gab es immer wieder Spekulationen über eine Übernahme von Syngenta durch Monsanto. Hintergrund war Monsantos Interesse an Syngentas technischen Lösungen gegen pestizidresistentes Unkraut. Beide Unternehmen konkurrierten seit längerem in wichtigen Geschäftsfeldern. 2015 gab Monsanto ein formelles Angebot für die Übernahme von Syngenta ab, das aber zu niedrig war. In Folge wurden Konkurrenten wie Bayer, Dow Chemical oder DuPont als mögliche Käufer von Syngenta kolportiert.
2015 übernahm schließlich ChemChina, ein staatseigener Chemiekonzern, Syngenta für einen Kaufpreis von 43 Milliarden US-Dollar. Die bis dato größte Übernahme durch ein chinesisches Unternehmen sorgte für Kritik. Nach einer positiven Bewertung durch den Verwaltungsrat nahm eine Mehrheit der Syngenta-Aktionäre das Angebot von ChemChina an. Bis Juli 2017 sicherte sich ChemChina über 98 % der Anteile an Syngenta, was einen Squeeze-out der restlichen Aktionäre und den Rückzug von der Börse ermöglichte.
ChemChina überführte sein gesamtes Agrargeschäft in die Syngenta Group, zu der neben Syngenta auch Adama und die landwirtschaftlichen Aktivitäten von Sinochem gehören. Das Unternehmen trug so zur Konsolidierung und Internationalisierung der gesamten Branche bei. Syngenta erhoffte sich davon eine Stärkung seiner Präsenz im globalen Wettbewerb.
Ende 2020 gab die Syngenta Group die Übernahme von Valagro bekannt, einem Hersteller biologischer Pflanzenschutzmittel mit Hauptsitz im italienischen Atessa. Das Unternehmen gehört nunmehr zum Geschäftsbereich Syngenta Crop Protection, Valagro tritt aber weiter als unabhängige Marke auf.

### Vorbereitung des Börsengangs
Im Juni 2021 gab es erneut Berichte über einen möglichen Börsengang der Syngenta Group an der Technologiebörse in Shanghai, dem sogenannten Star Market. Der Wert des Unternehmens wurde auf etwa 50 bis 60 Milliarden US-Dollar geschätzt. Gemäß den eingereichten Dokumenten sollten bis zu 2,79 Milliarden Aktien platziert und damit umgerechnet 10 Milliarden US-Dollar erlöst werden, unter anderem für Übernahmen und die Rückzahlung von Schulden sowie Investitionen in Forschung und Entwicklung. Im Oktober 2021 aktualisierte die Syngenta Group ihren Antrag auf Börsenzulassung mit neuesten Finanzberichten. Im März 2023 wurde eine Anhörung von der Shanghaier Börse angesetzt und kurzfristig wieder abgesagt.
Die Syngenta Group strebt nun einen Börsengang am sogenannten Main Board der Shanghai Stock Exchange an.

## Unternehmensstruktur

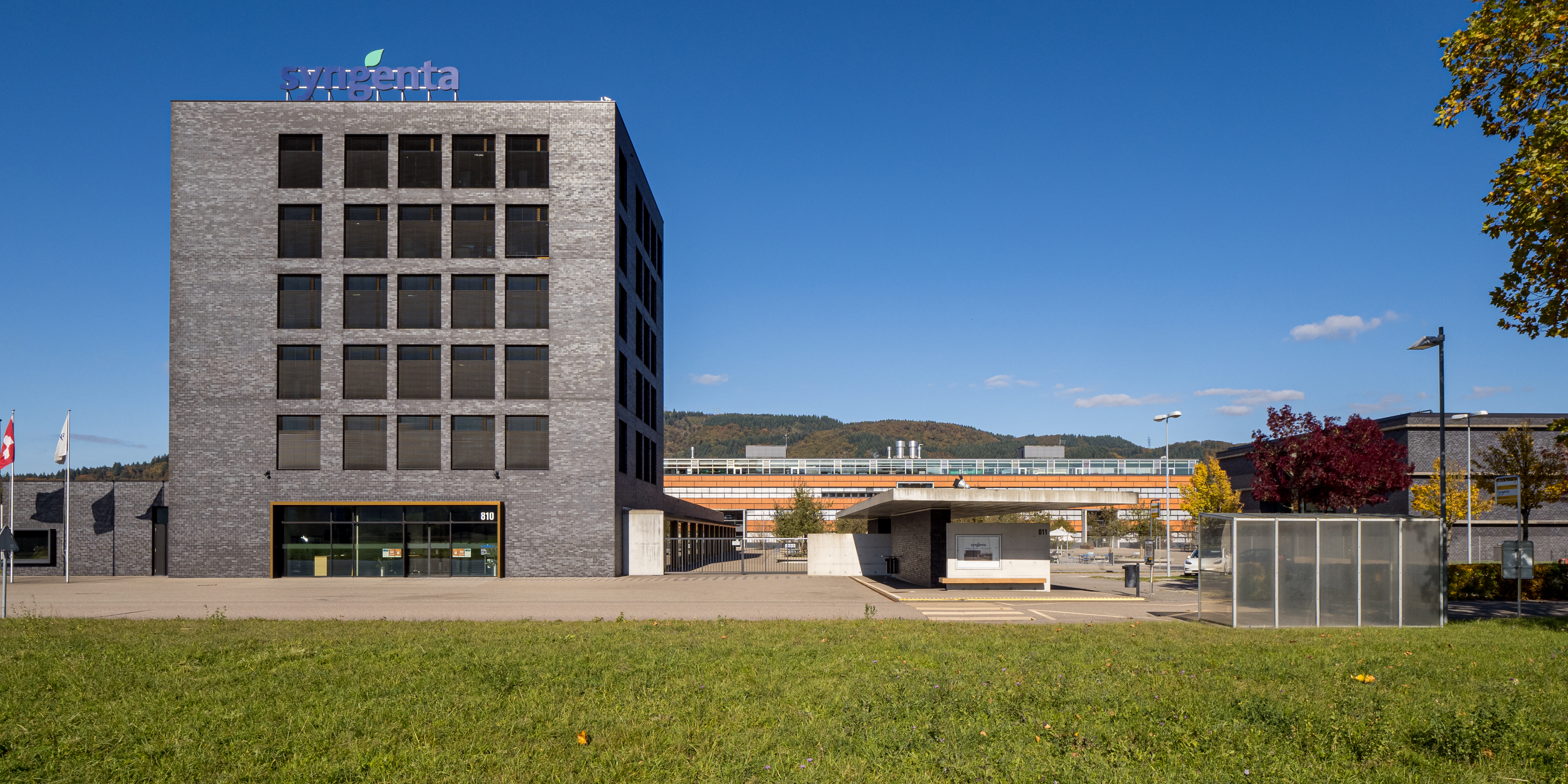
Syngenta in Stein/AG

Die Syngenta Group firmiert als Co. Ltd., eine Aktiengesellschaft chinesischen Rechts mit Sitz in Shanghai und fungiert als Holding. Die Syngenta Group besteht heute aus den Geschäftsbereichen Syngenta Crop Protection (Pflanzenschutz), Syngenta Seeds (Saatgut) sowie Adama (Pflanzenschutzlösungen) und der Syngenta Group China (übergreifender Bereich).
Derzeit beschäftigt die Unternehmensgruppe rund 59'000 Mitarbeiter und erwirtschaftete 2021 einen Umsatz von 28,2 Milliarden US-Dollar. Die operative Zentrale der Syngenta Group befindet sich nach wie vor in Basel (Schweiz). Ebenfalls in der Schweiz, in Stein im Kanton Aargau, befindet sich eines der wichtigsten Forschungslabore von Syngenta. Insgesamt hatte das Unternehmen im Jahr 2021 in der Schweiz 2'800 Mitarbeiter. Andere wichtige Standorte sind unter anderem Chicago (Vereinigte Staaten), Tel Aviv (Israel) und Shanghai (China). Die Syngenta Group betreibt dort weitere Forschungs- und Entwicklungsabteilungen.
In Deutschland liegt der Hauptsitz in Frankfurt am Main (seit April 2022, davor Maintal), hier ist Syngenta Agro ansässig. In Bad Salzuflen befindet sich das Technologie- und Züchtungszentrum und der europäische Hauptsitz von Syngenta Seeds. Am Standort Kleve werden Zierpflanzen gezüchtet und vermarktet. Die österreichische Zweigniederlassung von Syngenta Agro hat ihren Sitz in Wien. In der Schweiz hat die Syngenta Agro AG ihren Sitz in Stein AG.
Die Syngenta Group wird vom Verwaltungsrat (Board of Directors) geleitet, von einer Geschäftsführung (Global Leadership Team) geführt und vom Aufsichtsrat (Board of Supervisors) kontrolliert. An der Spitze der Unternehmensgruppe stehen Jeff Rowe (CEO) und Qin Hengde (CFO). Chairman des Board of Directors ist Li Fanrong.

## Produkte und Dienstleistungen
Die Syngenta Group ist einer der grössten Anbieter von Pflanzenschutzmitteln (unter anderem Herbizide, Fungizide und Insektizide), Saatgut (unter anderem Reis, Mais) sowie verwandter Produkte. Mit den aus der ehemaligen Dr. R. Maag AG hervorgegangenen Marken Maag Profi und Maag Garden vertreibt Syngenta Pflanzenschutzmittel für den Schweizer Markt, sowohl an gewerbliche Kunden wie auch an private Endverbraucher. Zudem stellt Syngenta Biokraftstoffe, wie beispielsweise Biodiesel, her. Das reduziert die Abhängigkeit der Staaten von Erdöl-Importen. Die Syngenta Group bietet auch digitale Dienstleistungen an, etwa Kartenmaterial und Wetterdaten. Diese unterstützen Landwirte bei der Abschätzung und Absicherung von Ernterisiken.

## Engagement
2001 gründete das Unternehmen die Syngenta Foundation for Sustainable Agriculture. Ihr Zweck ist die Förderung nachhaltiger Landwirtschaft, beispielsweise durch die Unterstützung entsprechender wissenschaftlicher Beiträge und Analysen in diesem Bereich. Die Syngenta-Stiftung geht auf die ehemalige Novartis-Stiftung zurück.
Die Syngenta Group hat sich ausdrücklich den Nachhaltigkeitszielen der Vereinten Nationen verschrieben. Hierfür setzt die Unternehmensgruppe auf Investitionen in die Forschung und Entwicklung, die sie vor dem Hintergrund der Auswirkungen der globalen COVID-19-Pandemie verstärkt hat.
2021 wurde Syngenta Hauptpartner des St. Gallen Symposiums. In seiner Antwort auf eine Interpellation von Kilian Baumann schrieb der Bundesrat, dass Syngenta eine Anschubfinanzierung in Höhe von 10 Millionen Franken für den Lehrstuhl für nachhaltige Agrarökosysteme an der ETH Zürich geleistet habe. Ausserdem werden zwei Stipendien am Zurich-Basel Plant Science Center, ebenfalls an der ETH Zürich, sowie drei Projekte am Swiss TPH finanziert. Zusätzlich teilte der Bundesrat mit, es gebe keine Ausfuhrverbote für Düngemittel und Saatgut, weshalb Geschäfte mit Russland rechtmässig seien.

## Kritik
2007 rückte Syngenta in den Fokus der US-Börsenaufsicht SEC. Anlass waren Verkäufe von Produkten in Ländern wie Iran, Kuba, Nordkorea, Sudan oder Syrien durch Dritte.
Im Jahr 2007 schossen von Syngenta beauftragte Sicherheitskräfte in Brasilien auf Gentechnikgegner und töteten dabei einen 42-Jährigen. 2010 begann der davon ausgehende Gerichtsprozess vor der Zivilkammer in Cascavel, die Syngenta Ende 2015 des Mordes sowie Mordversuches schuldig sprach. Das Vorgehen der Täter wurde vom zuständigen Richter als „Massaker, verschleiert als Rücknahme von Besitz“ gewertet.
In der Vergangenheit gab es zudem mehrfach Kritik an Pflanzenschutzmitteln von Syngenta. Dem Unternehmen wurde vorgeworfen, der Verkauf von Pflanzenschutzmitteln mit hochgiftigen Wirkstoffen sei Bestandteil des Geschäftsmodells. Im Jahr 2012 wurde der Konzern deshalb für den «Public Eye Award» nominiert, der Unternehmen mit menschenrechtlich fragwürdigem oder umweltschädigendem Verhalten anprangert. Das SRF-Magazin ECO berichtete 2014 über schwere Mängel in einer Studie von Syngenta, die die Unbedenklichkeit des Insektizids Thiamethoxam gegenüber Bienen beweisen soll. 2019 wurden Fungizide mit dem Wirkstoff Chlorthalonil in der EU und der Schweiz verboten. 2021 erhob der Ex-Syngenta-Forscher Jon Heylings schwere Vorwürfe wegen Syngentas Pflanzenschutzmittels Gramoxone, das den Wirkstoff Paraquat enthält. Er fordert, dass deutlich mehr Brechmittel beigefügt werden sollte, um Suizide durch das Mittel zu verhindern.
Von 2001 bis 2004 verkaufte Syngenta in den USA gentechnisch veränderten Mais der Sorte Bt10, obwohl nur Bt11 zugelassen war. Als Reaktion untersagte die EU die Einfuhr von Bt10-haltigem Mais und in den USA wurde gegen Syngenta eine Strafe von 375'000 US-Dollar verhängt. Nach Angaben des Unternehmens handelte es sich bei dem Vorfall um ein Versehen.
Syngenta hat laut einer Untersuchung der Stockholm University Studien zur Entwicklungsneurotoxizität von Abamectin nicht bei den Zulassungsbehörden eingereicht, obwohl das Unternehmen rechtlich dazu verpflichtet gewesen wäre. Laut einem der beteiligten Wissenschaftler, Axel Mie, „wären die Anwendungen in verschiedenen Kulturen wohl schon damals verboten oder eingeschränkt worden“, wenn die Zulassungsbehörden von diesen Studien gewusst hätten. Syngenta reichte die Studien erst 2015 ein, obwohl diese schon 2005 den amerikanischen Zulassungsbehörden vorgelegt wurden. Daraufhin senkte die EFSA die Grenzwerte für Abamectin nach Bekanntwerden dieser Studien. Syngenta schrieb in einer Stellungnahme, die Anforderungen in Bezug auf einzureichende Studien seien in den USA und in der EU bzw. der Schweiz unterschiedlich. Syngenta habe alle angeforderten Studien eingereicht, die EU-Kommission habe dies auch nie bemängelt.
Im Jahr 2015 ließ sich Syngneta ein stark flavonolhaltige Tomate patentieren. Über die Plattform Campact wurden daraufhin 65.000 Stimmen für einen Masseneinspruch gegen das Biopatent gesammelt.
Syngenta setzt seinen Betrieb in Russland trotz der andauernden Invasion in die Ukraine und der internationalen Sanktionen gegen die russische Wirtschaft fort. Das Unternehmen bleibt ein bedeutender Akteur im russischen Agrarsektor und liefert Pestizide sowie Saatgut an lokale Landwirte. Es wurde dafür kritisiert, seine Geschäfte in Russland unverändert weiterzuführen, und erhielt die Note „F“ in einem Ranking von Unternehmen, die es versäumt haben, ihre Aktivitäten in Russland einzustellen oder zu reduzieren. Syngenta wurde dafür verurteilt, Gewinne über ethische Prinzipien zu stellen. Der ukrainische Präsident Wolodymyr Selenskyj hat Unternehmen kritisiert, die weiterhin in Russland tätig sind, und erklärt, dass der russische Markt „mit Blut überschwemmt“ sei. Syngenta hat nicht nur seine Präsenz in Russland aufrechterhalten, sondern auch Preiserhöhungen für seine Produkte angekündigt, was Fragen aufwirft, ob das Unternehmen die Situation zu finanziellen Zwecken ausnutzt. Kritiker argumentieren, dass die fortgesetzten Geschäfte die russische Agrarindustrie stärken und damit indirekt die Kriegsanstrengungen des Landes unterstützen.